# Liste der Kulturgüter in Onex
Die Liste der Kulturgüter in Onex enthält alle Objekte in der Gemeinde Onex im Kanton Genf, die gemäss der Haager Konvention zum Schutz von Kulturgut bei bewaffneten Konflikten, dem Bundesgesetz vom 20. Juni 2014 über den Schutz der Kulturgüter bei bewaffneten Konflikten sowie der Verordnung vom 29. Oktober 2014 über den Schutz der Kulturgüter bei bewaffneten Konflikten unter Schutz stehen.
Objekte der Kategorie A sind im Gemeindegebiet nicht ausgewiesen, Objekte der Kategorie B sind vollständig in der Liste enthalten, Objekte der Kategorie C fehlen zurzeit (Stand: 13. Oktober 2021).

## Kulturgüter
| Foto |                                                                        | Objekt | Kat. | Typ | Standort                                   | Beschreibung |
| ---- | ---------------------------------------------------------------------- | --- | ---- | --- | ------------------------------------------ | ------------ |
| ja   | Datei hochladen · Wikidata zu Haus Rochette (Q29711309)                | Maison Rochette KGS-Nr.: 2607                                                                                             | B    | G   | Chemin Gustave-Rochette 5 496589 / 115534  |              |
| ja   | Datei hochladen · Wikidata zu Ancienne église Saint-Martin (Q29711279) | Ehemalige Kirche Saint-Martin (Gemeinderatsaal) / Ancienne église Saint-Martin (salle du conseil municipal) KGS-Nr.: 2608 | B    | G   | Place Duchêne 16 496700 / 115387           |              |
| ja   | Datei hochladen · Wikidata zu Onex city hall (Q29711296)               | Rathaus / Mairie KGS-Nr.: 11822                                                                                           | B    | G   | Chemin Charles-Borgeaud 27 496782 / 115326 |              |